# دون إليوت
دون إليوت (بالإنجليزية: Don Elliott)‏ هو مغني أمريكي، ولد في 21 أكتوبر 1926 في سومرفيل في الولايات المتحدة، وتوفي في 5 يوليو 1984 في ويستون ‏ في الولايات المتحدة بسبب سرطان.

## وصلات خارجية
- دون إليوت على موقع IMDb (الإنجليزية)
- دون إليوت على موقع ميوزك برينز (الإنجليزية)
- دون إليوت على موقع قاعدة بيانات برودواي على الإنترنت (الإنجليزية)
- دون إليوت على موقع أول ميوزيك (الإنجليزية)
- دون إليوت على موقع ديسكوغز (الإنجليزية)